# ペガサスワールドカップターフ
ペガサスワールドカップターフインビテーショナルステークス（Pegasus World Cup Turf invitational stakes）は、2019年よりアメリカ合衆国フロリダ州のガルフストリームパーク競馬場で施行されている競馬平地競走である。

## 概要
2017年に創設されたペガサスワールドカップと同日に芝のG1レースを追加する事が2018年9月18日、ストロナックグループにより発表された。ペガサスワールドカップと同様にガルフストリームパーク競馬場での開催となる。
総賞金額は700万ドル。出走頭数は12頭に限定され、出走馬の関係者は本競走の出走枠を得る為に50万ドルを支払う。芝レースの新設に伴い、ダートレースのペガサスワールドカップの総賞金額と出走料もそれぞれ900万ドル、50万ドルに変更となる。
アメリカグレードステークス委員会はG1に格付けすると発表した。2018年までガルフストリームパーク競馬場で開催のガルフストリームパークターフハンデキャップをリニューアルする形で新設される事から、本競走のG1格付け並びに開催日や距離の変更などを承認した。
2020年からは登録料制度が廃止されるとともに総賞金額も100万ドルに減額される。
なお、本競走の優勝馬にはサウジアラビアの国際招待競走ネオムターフカップへの優先出走権が与えられることになっている。
出走条件は4歳以上、競走距離は芝1マイル1/8（約1800m）となる。
2021年までは芝1マイル3/16（約1900m）で行われていた。
なお、2022年からは4歳以上牝馬限定のペガサスワールドカップフィリー&メアターフ（G2）が同日開催されている。

## 歴代優勝馬
| 回数  | 施行日        | 優勝馬             | 性齢 | タイム  | 優勝騎手     | 管理調教師 | 馬主                                                     |
| ----- | ------------- | ------------------ | ---- | ------- | ------------ | ---------- | -------------------------------------------------------- |
| 第1回 | 2019年1月26日 | Bricks and Mortar  | 牡5  | 1:54.59 | I.Ortiz Jr   | C.Brown    | Klaravich Stables Inc & W.Lawrence                       |
| 第2回 | 2020年1月25日 | Zulu Alpha         | 騸7  | 1:51.60 | T.Gaffalione | M.Maker    | Michael M Hui                                            |
| 第3回 | 2021年1月23日 | Colonel Liam       | 牡4  | 1:53.09 | I.Ortiz Jr   | T.Pletcher | Robert E & Lawana L Low                                  |
| 第4回 | 2022年1月29日 | Colonel Liam       | 牡5  | 1:49.95 | I.Ortiz Jr   | T.Pletcher | Robert E & Lawana L Low                                  |
| 第5回 | 2023年1月28日 | Atone              | 騸6  | 1:46.19 | I.Ortiz Jr   | M.Maker    | Three Diamonds Farm                                      |
| 第6回 | 2024年1月27日 | Warm Heart         | 牝4  | 1:44.45 | R.Moore      | A.O'Brien  | Mrs John Magnier&Michael Tabor&Derrick Smith&Westerberg  |
| 第7回 | 2025年1月25日 | Spirit Of St Louis | 騸6  | 1:44.50 | T.Gaffalione | C.Brown    | Madaket Stables LLC, Michael Dubb & Richard Schermerhorn |

### 各回競走結果の出典
- Equibaseより（最終閲覧日：2019年1月27日）
  - 2019
- Racing Postより（最終閲覧日：2025年1月26日）
  - 2019、2020、2021、2022、2023、2024、2025